# Sea Baby
Sea Baby (en inglés: Bebé del mar) es un vehículo de superficie no tripulado (USV) multipropósito desarrollado para su uso por el Servicio de Seguridad de Ucrania (SBU) durante la invasión rusa de Ucrania. Es capaz de transportar una carga explosiva para su uso en ataques kamikazes o estar equipado con otros equipos para un uso más especializado.

## Desarrollo
El general de brigada del SBU, Iván Volodimirovich Lukashevich, propuso la idea de que la agencia operara barcos de ataque no tripulados, y los primeros modelos de USV se diseñaron en julio de 2022 en colaboración con especialistas de la Armada de Ucrania y una variedad de empresas privadas. Más tarde, el SBU decidió desarrollar drones de forma independiente, lo que culminó con el diseño del Sea Baby para uso operativo del SBU, mientras que lo que finalmente se convirtió en el MAGURA V5 pasó a ser operado por la Dirección Principal de Inteligencia (GUR). A diferencia del MAGURA V5 utilizado por la GUR, que está diseñado principalmente para atacar buques de guerra que operan activamente en el mar debido a su tamaño más pequeño y mejor maniobrabilidad, el SBU optó por un diseño con una carga útil más pesada para el Sea Baby, que se utiliza principalmente para atacar objetivos estáticos, como barcos atracados en puertos.
Los modelos del Sea Baby de finales de 2023 presentaban varios sistemas de comunicaciones redundantes y llevaban ojivas explosivas que pesaban hasta 850 kg, en comparación con los 108 kg de carga útil de los modelos anteriores. El motivo detrás de tener múltiples sistemas de comunicaciones funcionando de manera redundante es evitar que se repita un incidente en septiembre de 2022, donde los USV del SBU que dependían de Starlink para el control y las comunicaciones quedaron varados después de partir para una misión para atacar la fragata rusa Almirante Makarov atracada en Sebastopol, debido a a que Elon Musk retiró la conectividad a Starlink en Crimea. A finales de 2023, Sea Baby se había transformado de un vehículo de ataque kamikaze a una plataforma multipropósito capaz de transportar diferentes equipamientos para diversas tareas, con ejemplos que incluyen lanzadores de misiles guiados y sistemas de guía láser, y en enero de 2024, el SBU reveló un Variante del Sea Baby equipada con seis lanzadores termobáricos basados en el diseño del RPV-16.

## Historia operativa
El 17 de julio de 2023, dos Sea Baby impactaron contra el puente de Crimea, lo que provocó daños en el estribo y en un gran tramo del puente.
El 14 de septiembre de 2023, el SBU afirmó que había dañado a la corbeta rusa Samum con un Sea Baby, y más tarde apareció un video que muestra el barco siendo remolcado con un ángulo de escora notable.
En octubre de 2023, el patrullero ruso Pável Derzhavin resultó dañado por un ataque de un Sea Baby. Más tarde, en diciembre de 2023, el barco hidrográfico y de reconocimiento Vladimir Kozitsky también fue golpeado por un Sea Baby.